# Triangulacja (psychologia)

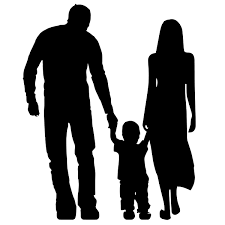
Najpowszechniejszą triangulacją jest włączenie dziecka do konfliktu małżeńskiego

Triangulacja – w psychologii rozwiązywanie konfliktów małżeńskich poprzez włączenie w konflikt trzeciej osoby po to, aby rozwiązać dany problem lub w celu pokazania swoich racji, najczęstszą sytuacją jest włączenie do konfliktu dziecka.

## Cechy triangulacji
- do rozwiązania problemu w diadzie włączana jest trzecia osoba
- jedna z osób w trójkącie jest z innego pokolenia niż dwie pozostałe
- tworzy się koalicja międzypokoleniowa między dwoma członkami trójkąta